# Lost Planet (мини-альбом Smokepurpp)
| Оценки критиков   | Оценки критиков |
| Источник          | Оценка          |
| ----------------- | --------------- |
| Album Of The Year | [ 3 ]           |
| Rate Your Music   | [ 4 ]           |

Lost Planet — второй мини-альбом американского рэпера Smokepurpp. Вначале он был выпущен 19 апреля 2019 года, но был переиздан 10 мая 2019 года под названием Lost Planet 2.0. Он содержит гостевые участия от NLE Choppa, Gunna и Lil Pump.

## История
Мини-альбом был анонсирован в марте 2019 года, однако список композиций и обложка не были обнародованы. Он являлся подготовкой к выпуску дебютного студийного альбома Deadstar 2. Smokepurpp говорил о проекте во время интервью на Hot 97, он также обсудил трезвость, эволюцию рэпа Soundcloud, свои инвестиции и смерть Нипси Хассла. 10 мая 2019 года Lost Planet был переиздан под названием Lost Planet 2.0, переиздание включает в себя три дополнительные песни «Walk on Water», «Gucci Goggles», «Type To».	

## Список композиций
Информация взята с сайта Genius.
| №   | Название                            | Продюсер(ы)            | Длительность |
| --- | ----------------------------------- | ---------------------- | ------------ |
| 1.  | «Baguettes» (при участии Gunna)     | Tony Seltzer A Lau     | 2:46         |
| 2.  | «Repeat»                            | Kenny Beats Boys Noize | 2:01         |
| 3.  | «3-8 Hot»                           | Keith Allen TrePounds  | 1:34         |
| 4.  | «Chandelier» (при участии Lil Pump) | Thank You Fizzle       | 2:26         |
| 5.  | «Remember Me»                       | Леон Томас III TM88    | 2:24         |
| 6.  | «Weapon»                            | JetsonMade             | 1:53         |
| 7.  | «Throw Away»                        | Kenny Beats            | 2:06         |
| 8.  | «Double» (при участии NLE Choppa)   | A Lau Tony Seltzer     | 2:35         |
| 9.  | «Walk on Water»                     | BHUNNA                 | 1:46         |
| 10. | «Gucci Goggles»                     | BHUNNA                 | 2:27         |
| 11. | «Type To»                           | Tony Seltzer           | 1:50         |